# Burgstall Grafenhaun
Der  Burgstall Grafenhaun, auch Turmhügel Grafenhaun genannt, ist eine abgegangene Turmhügelburg (Motte) in Grafenhaun, einem Gemeindeteil der niederbayerischen Gemeinde Hohenthann im Landkreis Landshut in Niederbayern. Die Anlage wird als Bodendenkmal unter der Aktennummer D-2-7338-0057 als „untertägige mittelalterliche und frühneuzeitliche Befunde im Bereich des abgegangenen Edelsitzes/Burgstalls von Grafenhaun, darunter die Spuren von Vorgängerbauten bzw. älteren Bauphasen und abgegangenen Gebäudeteilen“ geführt.

## Beschreibung
Der Burgstall Grafenhaun befindet sich ca. 110 m östlich von der Ortskirche St. Margaretha und in unmittelbarer Nähe des Feldbachs. Auf dem Urkataster von Bayern ist ein rundliches Flurstück mit 50 m Durchmesser zu erkennen, das noch zwei Teile eines ehemals mit Wasser gefüllten Ringgrabens um ein zentrales Gebäude zeigt. Wegen dieser Anordnung wird der Burgstall auch als Turmhügel Grafenhaun bezeichnet. Heute ist der Burgplatz von zwei Gebäuden (Gasthaus) überbaut, der Wassergraben ist zugeschüttet. Von dieser Anlage sind noch geringfügige Spuren der äußeren Randböschung des ehemaligen Grabens erhalten.